# Susan Boyle
Susan Magdalane Boyle, född 1 april 1961 i Blackburn, West Lothian, är en brittisk (skotsk) sångerska, som den 11 april 2009 medverkade som en tävlande i det brittiska talangjaktsprogrammet Britain's Got Talent. Hon sjöng då "I Dreamed a Dream" från musikalen Les Misérables i tävlingens första omgång. Från och till har hon ägnat sig åt att hjälpa äldre, och hennes enda anställning (innan sångkarriären) var som kokerska vid skolan West Lothian College.

## Biografi

### Privatliv
Boyle föddes och växte upp i det tidigare gruvsamhället Blackburn, West Lothian som dotter till Bridget och Patrick Boyle. Hon var det yngsta barnet av fyra bröder och sex  systrar. Hon diagnostiserades med en hjärnskada som en följd av syrebrist under födseln. Detta ledde till att hon utsattes för mobbing under uppväxten. I början av december 2013 meddelade Susan Boyle att den bedömningen som gjorts om att hon har en hjärnskada var felaktig. Istället hade hon 2012 diagnostiserats med Aspergers syndrom och bedömts ha en intelligenskvot över det normala.
Susan Boyles kusin Kerry Anne Boyle har också deltagit i Britain's Got Talent.

### Karriär
Innan Susan Boyle deltog i Britain's Got Talent var hon en arbetslös och ensam kvinna i 50-årsåldern. Hennes sångprestation i TV-programmet mottogs så väl att hon har kallats "Kvinnan som fick tyst på Simon Cowell". Hon fick stående ovationer från publiken och erhöll ja-röster från hela juryn (Simon Cowell, Amanda Holden och Piers Morgan). I den första semifinalen 24 maj 2009 sjöng Boyle "Memory" ur musikalen Cats och gick vidare till finalen 30 maj samma år. I finalen, där hon åter sjöng "I Dreamed A Dream", hamnade hon på andra plats efter ett framträdande som Piers Morgan betecknade som det bästa han sett i tävlingens historia.
Youtubeklippet med Susan Boyles framträdande från 11 april 2009 slog rekord som det mest sedda videoklippet på Youtube någonsin under en enskild vecka. De tre mest sedda klippen från samma tillfälle hade i maj 2010 haft över 134 miljoner visningar på Youtube. Hon fick också stor uppmärksamhet i särskilt engelska och amerikanska TV-program liksom i andra massmedier. 
Hennes debutalbum I Dreamed a Dream släpptes 23 november 2009 och såldes redan första veckan i rekordupplaga. I juni 2013 blev albumet det fjärde mest sålda genom tiderna på Amazon.com. Första singeln från albumet var en cover av "Wild Horses".

## Diskografi
- I Dreamed a Dream (2009)
- The Gift (2010)
- Someone to Watch Over Me (2011)
- Standing Ovation: The Greatest Songs from the Stage (2012)
- Home for Christmas (2013)
- Hope (2014)
- A Wonderful World (2016)
- Ten (2019)

## Filmografi i urval
- 2013 – The Christmas Candle